# Matzon Ákos
Matzon Ákos (Budapest, 1945. április 19. –) Solymáron élő, Munkácsy Mihály-díjas magyar festőművész.

## Életpályája
1980 és 1986 között a Budapesti Műszaki Egyetemen, a Pollack Mihály Műszaki Főiskolán, építész-műszaki tanári szakon végzett. 1980-as évek közepétől foglalkozik intenzíven festészettel. 1992 óta hivatásos-, 1994 óta szabadfoglalkozású képzőművész. Művészetére, édesapja Matzon Frigyes szobrászművész nonfiguratív képekből és grafikákból álló gyűjteménye hatott. Mestere Konok Tamás volt.
Alkotásai a konstruktivista művészet hagyományaira épülő nonfiguratív festészetet képviselik. Művei között nagy számban találhatóak alacsony plasztikával készült geometrikus reliefek. Munkái gyakran monokróm jellegűek, érzékeny plasztikai és kevés színhatással.

## Kiállításai (válogatás)

### Csoportos kiállítások
| - 1989 Nógrádi Múzeum, Salgótarján - 1991 Artmesse, Klagenfurt (Ausztria) - 1993 Petőfi Irodalmi Múzeum, Budapest - 1993 Galerie Contact, Böblingen (Németország) - 1993 Városi Képtár, Szentendre - 1994 Musee MADI, Maubeuge (Franciaország) - 1994 Kunst aus Ungarn, Art Club, Burgwedel (Németország) - 1994, 1996 ART EXPO, Budapest - 1995, 1996 Galerie Claude Dorval, Párizs (Franciaország) - 1995 Siac '95, Strasbourg (Franciaország) - 1995 1996, 1997, Szentendrei Műhely Galéria, Szentendre - 1996 Szín-folt Galéria, Kaposvár - 1996 Ibercaja, MADI 50. Zaragoza (Spanyolország) - 1996 VIII. Rajzbiennálé, Nógrádi Történeti Múzeum, Salgótarján - 1996 Nemzetközi Modern Múzeum, Hajdúszoboszló - 1996 Körmendi Galéria, Kortárs Magyar Képtár, Budapest - 1997 Árkád Galéria, Budapest - 1997 Moholy-Nagy László emlékkiállítás, Lloyd Galéria, Győr - 1997 Diaszpóra és Művészet, Zsidó Múzeum, Budapest - 1997 24. Tavaszi Tárlat, Nógrádi Történeti Múzeum, Salgótarján - 1997 MADI '97, Francia Intézet - Vízivárosi Galéria, Budapest - 1997 Síkplasztikák, Újpesti Galéria, Budapest - 1997 Nemzetközi Livres Objects Biennálé, Győr - 1997 Bp 125, Budapest Galéria, Budapest - 1997 Fehér Képek, Vigadó Galéria, Budapest - 1997 VUDAK Jubileum, Somogyi Galéria, Pápa - 1997 Chefs-D'Ouvre, Ompi / Wipo Geneve (Svájc) - 1998 Síkplasztikák, Vaszary Képtár, Kaposvár - 1998 Trikolor, ART'éria Galéria, Szentendre - 1998 MADI, Novohrad Múzeum, Losonc (Szlovákia), - 1998 Why Art At All?, Global Gallery, Fokváros (Dél-Afrika) - 1998 A cirkusz világa a magyar művészetben (1909-1998), - 1998 Kollázs '98, Vigadó Galéria, Budapest - 1998 Chefs-D'Oeuvre, Körmendi-Csák Gyűjteményből válogatás, Műcsarnok - 1998 IX. Országos Rajzbiennále, Nógrádi Történeti Múzeum, Salgótarján - 1999 Hódolat M. C. Eschernek, Rippl-Rónai Múzeum, Kaposvár - 1999 Europ'Art, Genéve (Svájc) - 1999 Hommage MADI a Gorin, Blain (Franciaország) - 1999 Szentendrei Tárlat, Malom Múzeum, Szentendre - 1999 Chronologic, The Planet Art Gallery, Fokváros (Dél-Afrika) - 1999 VUDAK kiállítás, Vigadó Galéria, Budapest - 1999 Századvégi keresztmetszet a magyar képzőművészetben, Székely Múzeum, Csíkszereda (Románia) - 1999 Betű a képen, Paul Klee emlékezete, Művészetek Háza, Szekszárd - 1999 Arte MADI, Young Museum, Mantova (Olaszország) - 1999 International MADI Exhibition, Ráday Galéria, Budapest - 2000 Tendenciák..., Vízivárosi Galéria; Marczibányi Téri Művelődési Ház, Budapest - 2000 MADI, Maubeuge (Franciaország) - 2000 Europ'Art, Genéve (Svájc) - 2000 Máskor máshol, Magyar Festők Társasága, - 2000 Le Millenium Hongrois, Office des Nations Unies à Genéve, Palais des Nations, Genf (Svájc) - 2000 Időhíd 2000 - Mesterek és tanítványok, (Rudnay Gyula, Schéner Mihály, Matzon Ákos), MűvészetMalom, Szentendre - 2000 Változó Geometriai Formák, Nemzetközi Modern Múzeum, Hajdúszoboszló - 2000 Dialógus - Festészet az ezredfordulón, Műcsarnok, Budapest - 2000 Nemzetközi Kepes Társaság kiállítása, Pest Center Galéria, Budapest | - 2001 26. Salgótarjáni Tavaszi Tárlat, Nógrádi Történeti Múzeum, Salgótarján - 2001 Harasztÿ István gyűjteménye, Csepel Galéria, Budapest - 2001 Hungarian Contemporary Art, Körmendi-Csák Kollekció, Art Hall, Tallinn (Észtország) - 2001 Fény és Árnyék - Kontrasztok a festészetben, Városi Képtár, Cifrapalota, Kecskemét - 2001 Magyarországi MADI csoport kiállítása, Rippl-Rónai Múzeum, Kaposvár - 2001 Kortárs képzőművészeti kiállítás, Strasbourg (Franciaország) - 2001 Belső táj, Vigadó Galéria, Budapest - 2001 Vonzás 2001, Újlipótvárosi Klub-galéria, Budapest - 2001 Tendenciák napjaink képzőművészetében, Vízivárosi Galéria, Budapest - 2002 JAVA, Balázs Béla Stúdió, Budapest - 2002 MKISZ Festő Szakosztály kiállítása, Újpest Galéria, Budapest - 2002 VUDAK, VUDAK Székház, Budapest - 2002 Szentendre képekben, Lábasház, Sopron - 2001 Tendenciák, Művészetek Háza, Szekszárd - 2002 A tükör képei, Első Magyar Látványtár Kiállítóháza, Tapolca - Diszel - 2002 Játék, absztrakció a geometrikus törekvésekben (80-as, 90-es évek), Nemzetközi Kortárs Képzőművészeti Kiállítás, Somogyi Galéria, Pápa - 2002 Pest Megyei Tárlat, MűvészetMalom, Szentendre - 2002 Budapest Box, Ludwig Múzeum, Budapest - 2002 I. Kortárs Keresztény Ikonográfiai Biennále, Kecskeméti Képtár, Kecskemét - 2002 Árnyékban, MKISZ Festő Szakosztály kiállítása, Vigadó Galéria; Kortárs Magyar Galéria , Budapest; Dunaszerdahely (SK) - 2003 Mesterecsetek, Melina Mercouri Múzeum, Athén (Görögország) - 2003 V. Fényszimpózium, Nemzetközi Kepes Társaság Tárlata, Eger - 2003 27. Salgótarjáni Tavaszi Tárlat, Nógrádi Történeti Múzeum, Salgótarján - 2003 Határok és..., Institut Hongrois, Párizs (Franciaország) - 2004 Áramlások, Budapesti Műszaki és Gazdaságtudományi Egyetem Aula, Budapest - 2004 Határok és... Párizs-Budapest, Árkád Galéria, Budapest - 2005 Gegenwartskunst aus Ungarn, Haus der Kunst, München (Németország) - 2005, 2006 X. Nemzetközi Miniatűr Kiállítás, Vaszary Képtár, Kaposvár - 2005 Papír-Forma, Vaszary Képtár, Kaposvár - 2005 Éjszakai kihallgatás, Cifra Palota, Kecskemét - 2006 Új szerzemények, Kassák Lajos Emlékmúzeum, Budapest - 2007 Fény-Sávok, Kalocsa; Baja - 2007 Hommage a Ungvári Károly, Kaposvár - 2007 Art Intergeometrie, Hatvan - 2007 Stress, Nádor Galéria, Budapest - 2007 Áthatások, Ericsson Galéria, Budapest - 2007 MORR Csoport, Curia Galéria, Vác - 2007 Génmanipuláció, Nádor Galéria, Budapest - 2007 Abstrakt-Konstruktiv-Konkret - 6 Positionen aus Ungarn, Nagykövetség, Berlin; Kulturinstitut; Németek Háza, Berlin (Németország); Stuttgart (Németország); Budapest - 2012 Balatonboglár, evangélikus templom, pincegaléria, vörös kápolna; Matzon Ákos és Matzon Frigyes kiállítása Megnyitotta: Podmaniczky Szilárd és Winkler Barnabás - 2012 Régi Művésztelepi Galéria, Szentendre; Ámos Imre és a XX. század - kortárs összművészeti kiállítás - 2013 Dunaszerdahely, Kortárs Magyar Galéria; Pécs, Fő téri Galéria; Berlin, Collegium Hungaricum Berlin; Budapest, Rumbach Sebestyén utcai zsinagóga - Ámos Imre és a XX. század - kortárs összművészeti kiállítás - 2014 Budapest, Rumbach Sebestyén utcai zsinagóga - Imák Auschwitz után |

### Egyéni kiállításai
| - 1990 Xántus János Múzeum, Győr - 1991 RakpArt Galéria, Budapest - 1992 Marczibányi Téri Művelődési Központ, Budapest - 1992 G. G., Judenburg (Ausztria) - 1992 Hotel Hyatt Átrium, Budapest - 1992 Német Kereskedelmi Kamara - 1994 Kastély Galéria, Szirák - 1995 Szín-folt Galéria, Kaposvár - 1995 Német Nagykövetség, Budapest - 1995 Műcsarnok, Győr - 1996 Körmendi Galéria, Ézsiás Istvánnal - 1996 Városi Galéria, Várpalota Matzon Frigyessel - 1997 Páholy Galéria, Budapest - 1998 Körmendi Galéria - 1998 RTL Klub, TV Stúdiógaléria, Budapest - 1998 Galerie Künstlergilde, Esslingen (Németország) - 1998 Magyar Köztársaság Alkotmánybírósága, Budapest (állandó kiállítás) - 1999 Deutsche Katholische Gemeindezentrum, Budapest - 1999 Csók István Galéria, Budapest - 1999 Rathaus Galerie, Wüstenrot (Németország) - 2000 Vízivárosi Galéria, Budapest Harasztÿ Istvánnal - 2001 Ungarn in Europa, Hotel Kempinski, Budapest - 2001 Eurhythmie, Haus Ungarn – Collegium Hungaricum, Berlin (Németország) - 2001 Társalgó Értelmiségi Klub Galéria, Harasztÿ Istvánnal Budapest - 2001 Szívhez szóló értelem, Xántus János Múzeum Győr - 2002 Városi Galéria, Ézsiás Istvánnal Szigetszentmiklós - 2002 Ritmusok, Astra Zeneca Galéria, Törökbálint - 2002 Találkozási pontok, Kiscelli Múzeum, Budapest | - 2003 Die Kunst des künstlichen, Német Ház Galéria, Budapest - 2004 NET, Kultúrintézet, Stuttgart (Németország) - 2004 Gemälde und Reliefs zum Thema „NET”, Ungarische Botschaft, Berlin (Németország) - 2004 Dekonkretum, Kollegium Hungaricum, Bécs (Ausztria) - 2005 Dekonkret, Technologiepark Karlsruhe, Karlsruhe (Németország) - 2005 6van év - 6van kép, Siófok - 2005 Freiheit der Geometrie, Magyar Nagykövetség, Bonn (Németország) - 2006 Téli tárlat, Abigail Galéria, Budapest - 2006 Á.Matzon NET, Galleria Tertium, Stuttgart (Németország) - 2006 NET, Ericsson Galéria, Budapest - 2006 Himmelsbrücke, Galerie Holm, Ulm (Németország) - 2006 Kulturforum, Berlin (Németország) - 2007 Die Freiheit der Geometrie, Tönning (Németország) - 2007 Galerie BWL-EU, Brüsszel (Belgium) - 2007 Areum Gallery, Korea Fondation Center, Szöul (Dél-Korea) - 2007 Ungarischer Akzent im Dialog, Heimatmuseum Marne, Marne (Németország) - 2007 Art Karlsruhe, Galerie Holm, Karlsruhe (Németország) - 2007 Ákos Matzon, Clasing-Etage Galerie, Münster (Németország) - 2010 Kortárs Magyar Galéria, Dunaszerdahely - 2010 Xántus János Múzeum, Győr - 2011 Aszódi Evangélikus Gimnázium, Aszód Az Asztali Beszélgetések Kulturális Alapítvány szervezésében. Megnyitotta: Benczúr László Ybl-díjas építész |

## Díjai, elismerései
- 1998-1999 Pollock-Krasner Alapítvány ösztöndíja, New York
- 2003 Nemzetközi Miniatűr Kiállítás különdíja
- 2005 MAOE nívódíj
- 2005 Papírművészeti Triennále, MAOE nívódíj
- 2006 Nemzetközi Miniatűr Kiállítás különdíja
- 2007 Római Magyar Akadémia ösztöndíja
- 2010 Munkácsy Mihály-díj

## Egyesületi tagságai
- 1992 Magyar Alkotóművészek Országos Egyesülete
- 1992 Szentendrei Műhely Galéria Egyesület
- 1995 Magyar Festők Társasága
- 1995 Nemzetközi MADI (Mozgás, Absztrakció, Dimenzió, Invenció) Társaság;
- 1995 VUDAK (Magyarországi Német Írók és Művészek Szövetsége)
- 1995 Die Kunstlergilde, Esslingen (Németország)
- 2000 Magyar Képzőművészek és Iparművészek Szövetsége
- 2000 Nemzetközi Kepes Társaság

## Művei közgyűjteményekben
- Fővárosi Képtár, Budapest
- M. MADI, Maubeuge
- MADI Alapítvány Gyűjteménye, Győr-Budapest
- Magyar Zsidó Múzeum, Budapest
- Magyar Nemzeti Galéria, Budapest
- Nemzetközi Modern Múzeum, Hajdúszoboszló
- Nógrádi Történeti Múzeum, Salgótarján
- Xántus János Múzeum, Győr